# Vilanant
Vilanant – gmina w Hiszpanii, w prowincji Girona, w Katalonii, o powierzchni 16,83 km². W 2011 roku gmina liczyła 376 mieszkańców.